# ويليام باور
ويليام باور (17 أكتوبر 1857 في المملكة المتحدة - 31 يناير 1943) (بالإنجليزية: William Henry Bower)‏ هو لاعب كريكت بريطاني (وحمل سابقاً جنسية المملكة المتحدة لبريطانيا العظمى وأيرلندا).